# Auyán Tepui
Auyán Tepui (psáno též Auyán-tepui) je tepui ve státě Bolívar ve Venezuele. Je to nejnavštěvovanější a jedna z největších (ale ne nejvyšší) stolových hor v Guyanské vysočině, s vrcholovou plochou zhruba 667 km2.
Vrcholová plošina s nepravidelným tvarem připomínajícím srdce je silně nakloněná a zvedá se z výšky asi 1600 m n. m. na severozápadě až 2450 m n. m. na jihovýchodě. Ze severu ji prořezává rozlehlé údolí Cañón del Diablo (Ďáblův kaňon), které tvoří řeka Churún . V nitru hory se nachází řada rozsáhlých jeskynních systémů.
Z rozsedliny poblíž vrcholu padají Angel Falls, nejvyšší vodopády na světě. Vodopády jsou 979 m vysoké, s nepřerušovaným pádem 807metrů — což je devatenáctkrát více než u Niagarských vodopádů. Jsou pojmenovány podle pilota Jimmieho Angela, který je náhodně objevil v roce 1937, kdy zde hledal zlatou rudu. Při pokusu o přistání na stolové hoře roce havaroval se svým malým letadlem Flamingo a byl nucen slézt po postupně se svažující stěně.
Na vrcholové plošině Auyán Tepui se vyskytuje kolem 25 druhů obojživelníků a plazů a také četní ptáci. Stejně jako mnoho dalších stolových hor se zde vyskytuje bohatá flóra. Větší západní část náhorní plošiny je částečně zalesněná, zatímco východní část tvoří převážně holá skála s pouze nerovnoměrným vegetačním pokrytím.